# Atheist Ireland
Atheist Ireland est une association athée irlandaise. L'association a été fondée par les membres d'un site internet militant Atheist.ie. Elle est dirigée par l'écrivain et militant Michael Nugent. Atheist Ireland est membre de l'Alliance internationale athée.

## Contexte
L'Irlande voit au cours de son histoire de nombreux conflits entre les communautés protestantes et catholiques du pays. Les conflits entre les deux communautés se sont apaisés et des revendications ont vu le jour au sein d'autres minorités religieuses. Se détachant des préceptes religieux, les athées et agnostiques irlandais représentaient en 2006, selon le Central Statistics Office of Ireland (CSO), 259 084 personnes (6,11% de la population).
L’Église catholique romaine garde à ce jour une influence importante sur la vie publique irlandaise, notamment dans les secteurs de l'éducation et de la santé. De nombreux scandales ont éclaboussé sa réputation lors des affaires de viols et abus sexuels sur enfants révélés en 2009 et 2010.

## Prises de positions
Dans le cadre de la loi irlandaise dite Defamation Act proposée par le ministre de la justice Dermot Ahern, le crime de blasphème est susceptible de mener à une amende de 100 000 euros. Atheist Ireland lança immédiatement une campagne pour s'opposer à ce projet de loi. Le groupe reçoit alors le soutien de Richard Dawkins, d'Ivana Bacik, des écrivains Graham Linehan et Arthur Mathews, parmi d'autres.
Son directeur Michael Nugent décrit la loi comme « idiote et injuste », et met en exergue d'autres aberrations de la constitution irlandaise, notamment le fait que le président irlandais doive réciter un serment religieux pour prendre ses fonctions.
En janvier 2010, date à laquelle la loi prend effet, l'association publie une série de citations que d'aucuns pourraient juger blasphématoire. Ses membres attendent de voir le traitement judiciaire qui sera réservé à leur démarche. Ils organisent par ailleurs plusieurs réunions militantes en vue de réformer la constitution pour la rendre plus laïque,.